# Longqiu (köpinghuvudort i Kina, Jiangsu Sheng, lat 32,83, long 119,51)
Longqiu (kinesiska: 龙虬, 龙虬镇) är en köpinghuvudort i Kina. Den ligger i provinsen Jiangsu, i den östra delen av landet, omkring 110 kilometer nordost om provinshuvudstaden Nanjing. Antalet invånare är 31 355. Befolkningen består av 15 959 kvinnor och 15 396 män. Barn under 15 år utgör 10,0 %, vuxna 15-64 år 74 %, och äldre över 65 år 14,0 %.
Runt Longqiu är det tätbefolkat, med 762 invånare per kvadratkilometer. Närmaste större samhälle är Gaoyou, 7,0 km sydväst om Longqiu. Trakten runt Longqiu består till största delen av jordbruksmark.
Genomsnittlig årsnederbörd är 1 119 millimeter. Den regnigaste månaden är juli, med i genomsnitt 254 mm nederbörd, och den torraste är januari, med 28 mm nederbörd.